# Robert Smith (musicien)
Pour les articles homonymes, voir Robert Smith et Smith.
Robert James Smith [ˈɹɒbət d͡ʒeɪmz smɪθ], né le 21 avril 1959 à Blackpool dans le Lancashire (Angleterre) est un auteur-compositeur-interprète et producteur britannique.
Essentiellement connu pour son travail en tant que leader du groupe The Cure dont il est le chanteur et le guitariste depuis sa création en 1976, Robert Smith est l'auteur de la quasi-totalité des textes qu'il interprète et le principal compositeur des musiques.
Entre 1982 et 1984, il a également été pendant dix huit mois le guitariste et membre officiel du groupe Siouxsie and the Banshees et a aussi co-fondé en 1983 le projet The Glove.
Son style de jeu de guitare, sa voix de chanteur et son sens de la mode, arborant souvent un teint pâle, un rouge à lèvres rouge, un eye-liner noir, des cheveux noirs raides et négligés et des vêtements entièrement noirs, ont eu une grande influence sur la sous-culture gothique qui a pris de l'importance dans les années 1980.

## Biographie

### Jeunesse, formation et débuts
Robert Smith est le troisième d'une fratrie de quatre enfants nés d'Alex et de Rita Smith. Ses frères et sœurs s'appellent Richard, Margaret et Janet. Cette dernière était d'ailleurs mariée à Porl Thompson, qui fut un temps guitariste du groupe The Cure.
Robert grandit dans un milieu catholique et fréquente les écoles St. Francis Primary and Junior Schools, Notre Dame Middle School et St. Wilfrid's Comprehensive School à Crawley, dans le comté du Sussex de l'Ouest. C'est à St. Francis Primary and Junior Schools qu'il rencontre, à l'âge de cinq ans, Lol Tolhurst, qui devient son ami et avec qui il créera plus tard, la première mouture de The Cure.
Plutôt bon élève, il commence l'apprentissage de la guitare dès l'âge de onze ans, la musique devennant rapidement son centre d'intérêt principal, devançant sa passion pour le football. Les artistes qui l'influencent alors en tant que jeune musicien sont Jimi Hendrix, les Beatles, The Doors, Nick Drake, David Bowie et the Sensational Alex Harvey Band. Il sera ensuite marqué par les groupes Buzzcocks, Wire, Siouxsie and the Banshees, Joy Division et Psychedelic Furs.

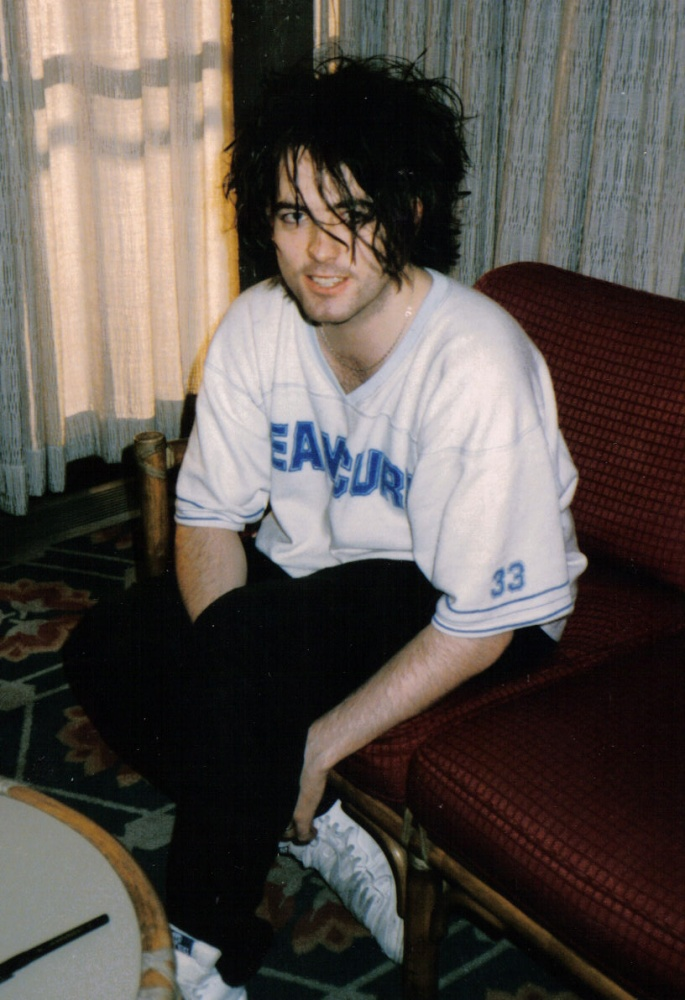
Robert Smith en 1985.

Après une première formation, nommée The Obelisk, montée en compagnie de Michael Dempsey, Laurence Tolhurst, Marc Ceccagno et Alan Hill, Robert Smith fonde en 1976 le groupe Malice dont il est l'un des guitaristes. Malice change de nom et devient en 1977 Easy Cure ; c'est à ce moment que Smith complète son rôle de guitariste en devenant chanteur. En 1978, Easy Cure est simplifié en The Cure. C'est au sein de cette formation que Robert Smith connaît un important succès.
Il a déclaré avoir appris le français à l'école, et lu Jean-Paul Sartre et Albert Camus dans leur langue d'origine. Le premier single du groupe The Cure, Killing an Arab (1978), est notamment une évocation du roman L'Étranger de Camus. Il enregistrera d'ailleurs le single The Lovecats (1983) à Paris et l'album Kiss Me, Kiss Me, Kiss Me (1987) au studio Miraval en Provence ; pendant l'enregistrement, il vit huit mois en France. Il déclarera aussi que la France est l'un des endroits où, depuis 30 ans, The Cure préfère jouer.[réf. souhaitée]
Il rencontre sa future femme, Mary Poole, à l'âge de 14 ans. Ils se marient en 1988. Le couple n'a pas d'enfant. Robert Smith dédie plusieurs de ses chansons à sa femme : par exemple, Lovesong a été écrite en guise de cadeau de mariage. La chanson M signifie également Mary. On retrouve aussi le prénom de son épouse dans le clip de Let's Go to Bed.

### The Cure
Robert Smith écrit toutes les paroles de la quasi totalité des chansons pour The Cure (exception faite pour All cats are Grey écrite par Lol Tolhurst et Doubt dont l'auteur est Simon Gallup), compose les musiques avec les autres membres et décide du choix final des chansons.

« Chacun contribue à des morceaux, amène des riffs, des idées, et c’est vrai que c’est moi qui décide de ce qui constitue une bonne chanson, j’attends des autres quelque chose que je n’ai jamais entendu auparavant et qui a un impact immédiat. »

Certaines chansons, et des albums entiers (The Head on the Door, et la majorité des titres de The Top), sont composés par lui seul. Depuis le deuxième album, Seventeen Seconds il coproduit tous les disques.
Lorsque The Cure s'est formé, Smith n'avait pas l'intention d'en devenir le meneur, ni même le chanteur. Il a seulement commencé à chanter car le groupe n'arrivait pas à trouver un chanteur qui lui convenait.

### Autres projets

#### 1979 et les années 1980
En 1979, Robert Smith monte le groupe Cult Hero le temps d'un unique 45 tours. À cette même époque, il assure les chœurs sur le single The Affectionate Punch du groupe Associates .
Il crée également avec Ric Gallup un petit label indépendant, Dance Fools Dance, afin de produire un split EP de quatre titres en tirage très limité en 1979 : deux chansons, Yeh Yeh Yeh et Pussy Wussy sont signées The Obtainers, un duo composé d'adolescents, les deux autres titres, Lifeblood et Bombs sont joués par MagSpys, groupe dont fait alors partie Simon Gallup.
En 1982, Smith réactive le label le temps de produire un EP de trois titres d'un groupe de Crawley appelé Animation. Cette même année, il co-produit avec Mike Hedges la première cassette démo du groupe And Also The Trees, From Under The Hill.
Il rejoint le groupe Siouxsie and the Banshees une première fois en septembre et octobre 1979, comme guitariste le temps d'une tournée anglaise pour remplacer John McKay puis une seconde fois, de novembre 1982 à mai 1984. Il enregistre avec eux un album live, Nocturne, puis un album studio Hyæna ainsi que trois singles, Dear Prudence (une reprise des Beatles) puis Swimming Horses et Dazzle, ces deux derniers étant extraits de Hyæna.

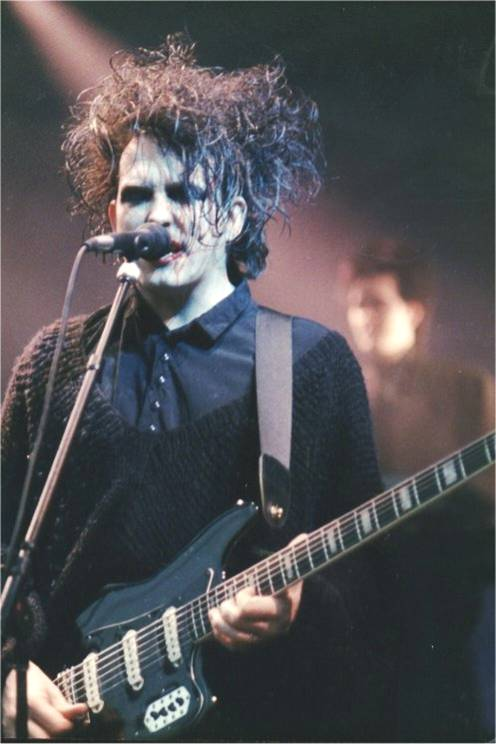
Robert Smith en 1989.

Avec Steven Severin le bassiste des Banshees, il fonde en 1983 le projet The Glove pour un album, Blue Sunshine et deux singles, Like an Animal et Punish me With Kisses. Les deux musiciens composent également un morceau, Torment, dont Marc Almond écrit le texte, ce dernier l'enregistrera avec son projet Marc and The Mambas.
En 1984, Tim Pope sort un single, I Want to be a Tree sur lequel joue Robert Smith .

#### Années 1990 et 2000
En 1992 et 1993, Robert Smith s'adonne au remix pour deux groupes ; respectivement And Also The Trees avec le titre The Pear Tree et Cranes avec le single Jewel,.
En compagnie de Reeves Gabrels et de Jason Cooper il enregistre en 1998, sous le nom de COGASM (CO pour Cooper, GA pour Gabrels et SM pour Smith), la chanson A Sign from God qui apparaît sur la bande originale du film Capitaine Orgazmo.
En 2000, il chante sur le titre Yesterday's Gone, extrait de l'album Ulysses de Reeves Gabrels.
2003 et 2004 sont des années riches en collaborations pour le musicien. Smith prête sa voix pour des artistes variés :
- Junkie XL, sur le titre Perfect Blue Sky figurant sur l'album Radio JXL: A Broadcast From The Computer Hell Cabin[15] ;
- Le duo Blank & Jones, avec la reprise de A Forest en single qui se classe 14e en Allemagne et 57e aux Pays-Bas[16],[17] ;
- Le groupe Blink-182, sur le titre All of This apparaissant dans l'album Blink-182[18]
- Le guitariste Earl Slick, avec Believe sur l'album Zig-Zag[19] ;
- Le DJ belge Junior Jack, avec Da Hype, single extrait de Trust It qui entre dans les charts de plusieurs pays[20],[21] ;
- Le projet Tweaker, mené par Chris Vrenna, sur le titre Truth is dans l'album 2 a.m. Wakeup Call[22].

En outre, il réenregistre en solo la chanson de The Cure Pictures of You pour la bande originale du film One Perfect Day (en).
En 2005, il assure les chœurs et quelques parties de guitare sur To Love Somebody, reprise d'un titre des Bee Gees par Billy Corgan sur son album TheFutureEmbrace.

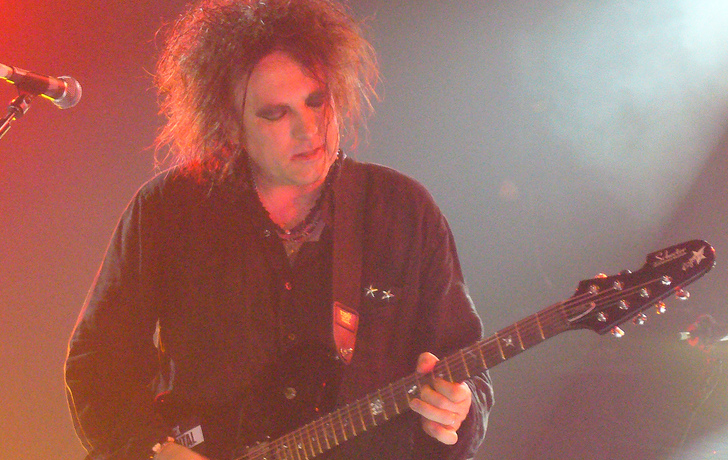
Robert Smith en 2007.

En 2006, il travaille avec le groupe Faithless pour un remix de Lullaby, qui apparaît sous le titre Spiders, Crocodiles & Kryptonite sur l'album To All New Arrivals.
L'année suivante, on peut entendre sa voix sur le single Please de Paul Hartnoll, membre du groupe Orbital.

#### Années 2010
En 2010, on retrouve Robert Smith sur le disque Almost Alice qui contient des chansons inspirées du film Alice au pays des merveilles de Tim Burton et interprétées par divers artistes. Le musicien y reprend Very Good Advice, chantée à l'origine par Kathryn Beaumont dans le film d'animation de Disney.
Il chante en duo avec la rockeuse québécoise Anik Jean sur le titre J'aurai tout essayé (avec des paroles en français et en anglais ; nouvelle version du titre Believe de Earl Slick, sur lequel Robert Smith chantait déjà),, collabore avec le groupe 65daysofstatic en chantant sur le morceau Come to me, figurant sur l'album We Were Exploding Anyway. Enfin, il est présent une nouvelle fois au chant sur le single Not in Love du duo canadien Crystal Castles.
Il reprend le titre Small Hours du chanteur et guitariste John Martyn sur un album hommage à ce dernier, intitulé Johnny Boy Would Love This... A Tribute to John Martyn qui ne sera publié qu'en août 2011, puis est invité par The Japanese Popstars à chanter sur le titre Take Forever de l'album Controlling Your Allegiance, qui sort en juin 2011. Il réalise par ailleurs un remix de ce morceau, RS @ Home Remix, qui parait sur un EP.

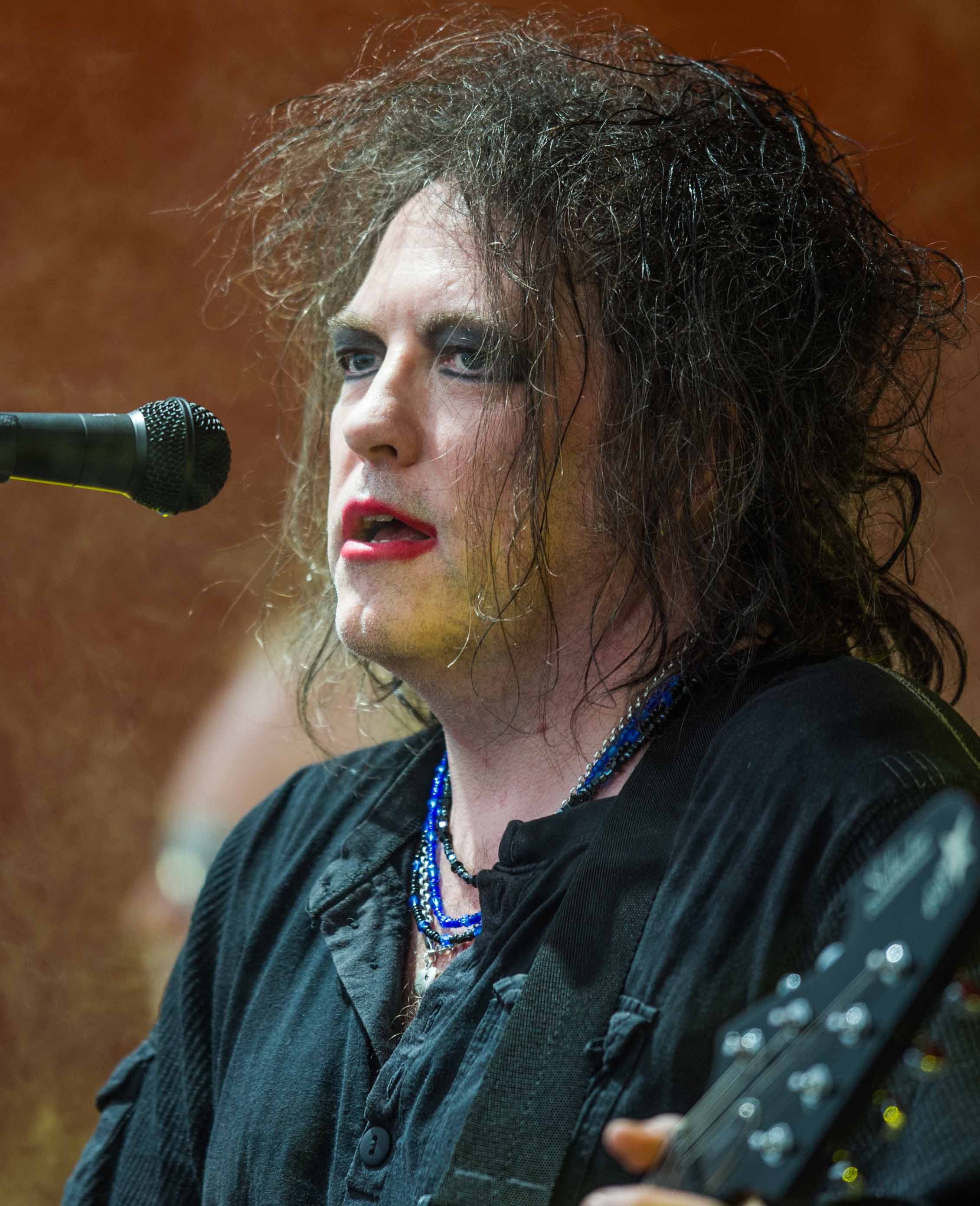
Robert Smith en 2012.

En 2012, il offre une version personnelle du standard de Frank Sinatra, Witchcraft, sur le disque Frankenweenie Unleashed! constitué de chansons inspirées par le nouveau long métrage de Tim Burton, Frankenweenie.
Parmi les bonus disponibles uniquement en numérique de l'album hommage à Paul McCartney, The Art of McCartney, qui sort le 17 novembre 2014, Smith y reprend la chanson C Moon des Wings. Il est aussi présent sur ce disque avec The Cure, accompagné par James McCartney pour une interprétation de Hello, Goodbye.
En 2015, une nouvelle version du titre Please (enregistré en 2007 avec Paul Hartnoll) apparaît sur l'album 8:58, le nouveau projet musical de Hartnoll. Robert Smith interprète cette fois le morceau avec Lianne Hall.
Il reprend en solo une chanson du groupe écossais The Twilight Sad (en), There's a Girl in The Corner, qui figure en face B du nouveau single du groupe, It Never Was the Same, qui sort en juin 2015, puis on le retrouve au chant sur le titre In All Worlds dans l'album Dead Planet du projet de musique électronique Eat Static.
À l'occasion du 25e anniversaire de la sortie de l'album Nowhere du groupe Ride, il réalise un remix du titre Vapour Trail dont la version originale figure sur l'album. Enfin, spécialement pour un épisode de la quatrième saison de la série télévisée Luther, il réenregistre seul A Few Hours After This, une chanson de The Cure présentée en 1985 en face B du maxi 45 tours In Between Days.

#### Années 2020
En 2020, Robert Smith collabore avec le groupe Gorillaz sur le single Strange Timez, dévoilé le 9 septembre 2020 en même temps que son clip vidéo. Il réalise également un remix du titre (le Robert Smith Aurora Remix).
Il travaille avec le groupe Deftones en signant un remix du titre Teenager qui apparaît sur l'édition du vingtième anniversaire de l'album White Pony, sorti en décembre 2020.
Le 2 juin 2021, le trio de synthpop britannique Chvrches sort son nouveau single enregistré avec Robert Smith, intitulé How Not to Drown, extrait de l'album Screen Violence. Trois semaines plus tard, une version remixée par Smith est disponible en écoute.
Le 8 mars 2023, Noel Gallagher publie un remix de la chanson Pretty Boy réalisé à sa demande par Robert Smith pour l'édition deluxe de l'album Council Skies du groupe Noel Gallagher's High Flying Birds.
On peut entendre Robert Smith dans les chœurs de la chanson Girls Float † Boys Cry présente sur l'album Goodnight, God Bless, I Love U, Delete du groupe Crosses, sorti en octobre 2023.

#### Album solo
Robert Smith commence à parler de la réalisation d'un album solo en 1988, quelque temps avant la sortie de l'album des Cure Disintegration, affirmant que plusieurs chansons laissées de côté lors des séances d'enregistrement sont prêtes. Il confirmera l'existence d'un album entier dans plusieurs interviews par la suite, mais ne s'est jamais décidé à le sortir.

## Autres activités artistiques
Robert Smith double son propre personnage dans un épisode de la série d'animation South Park (épisode « Mecha Streisand »). Trey Parker et Matt Stone, les créateurs de la série, sont fans de The Cure. Dans cet épisode, le personnage de Robert Smith se transforme en un monstre inspiré de Mothra (le papillon géant parfois ami, parfois ennemi de Godzilla), et le personnage de Kyle Broflovski affirme : « Disintegration est le meilleur disque qu'il y ait jamais eu ! »
À plusieurs reprises, Robert Smith est membre du jury de l'International Songwriting Competition (en) (ISC), un concours international qui récompense depuis 2002 de nouveaux auteurs et compositeurs de chansons,.
En 2018, il est le curateur de la 25e édition du Meltdown Festival,.

## Prises de position
Robert Smith est un grand détracteur de la monarchie héréditaire en général et de la famille royale britannique en particulier, et profite des interviews liées à ses activités musicales pour faire passer son message : 

« Je déteste la monarchie. Je déteste toute idée d'hérédité, de privilège, c'est absurde. Ce n'est pas juste anti-démocratique, c'est un système intrinsèquement mauvais. »

En octobre 2024, il se prononce contre le principe de la tarification dynamique pour la commercialisation des places de concert. Le chanteur s'en est pris aux groupes qui ferment les yeux et qui sont « motivés par l’appât du gain ».